# Governo maioritário
Um governo maioritário refere-se a um ou vários partidos governantes que detêm a maioria absoluta dos assentos em uma legislatura. Isso se opõe a um governo minoritário, onde o maior partido em uma legislatura tem apenas uma pluralidade de assentos. A maioria do governo determina o equilíbrio de poder.
Um governo maioritário geralmente tem a garantia de ter sua legislação aprovada e raramente, ou nunca, tem que temer ser derrotado no parlamento, um estado também conhecido como maioria de trabalho. Em contraste, um governo minoritário deve constantemente barganhar o apoio de outros partidos para aprovar a legislação e evitar ser derrotado em moções de desconfiança. Governos de maioria de partido único tendem a ser formados após fortes desempenhos eleitorais.
O termo "governo majoritário" também pode ser usado para uma coalizão estável de longo prazo de dois ou mais partidos para formar uma maioria absoluta.

## Ver Também
- Governo de coalizão
- Governo no exílio
- Governo minoritário